# إخلاء كاريليا الفنلندية

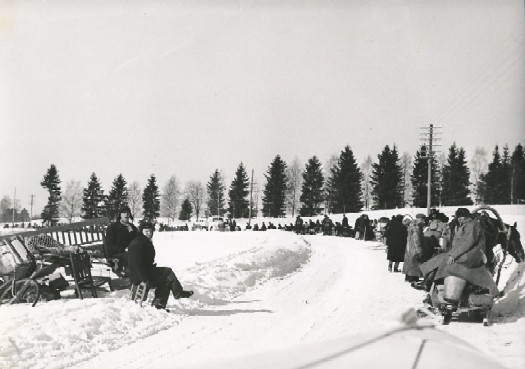
لاجئون من بلدة موولا بكاريليا الفنلندية، متجهين نحو غرب فنلندا، في بداية حرب الشتاء.

إخلاء كاريليا الفنلندية ، كانت إعادة لتوطين سكان كاريليا الفنلندية وغيرها من الأراضي التي تنازلت فنلندا للاتحاد السوفياتي في الأجزاء المتبقية من فنلندا. نتيجة لذلك، تم نقل حوالي 410.000 من الكاريليين الفنلنديين، أو 12 ٪ من سكان فنلندا أي أنه تم نقل تقريباً جميع سكان تلك الأراضي .
نتج الإخلاء عن معاهدة سلام موسكو لعام 1940 بنهاية حرب الشتاء التي شنها الاتحاد السوفياتي على فنلندا. كان الإخلاء الفعلي قد بدأ بالفعل في عام 1939 خلال الحرب. في الواقع لم تجبر المعاهدة الفنلنديين على إخلاء الإقليم المتنازل عنه، بيد أن أحداً تقريباً لم يكن مستعداً للبقاء، آخذين ممتلكانهم معهم. وحدها المباني والآلات كان لا بد من تركها سليمة بموجب معاهدة السلام، وهو طـُبقت في معظمه.
خلال حرب الاستمرار عاد حوالي 260,000 من السكان النازحين إلى ديارهم. وفي يونيو / حزيران 1944 ، انسحبت القوات الفنلندية جزئيا من المناطق التي تنازلت مرة أخرى نتيجة لمجلس السوفيات الاستراتيجية الهجومية الرابعة. في الوقت نفسه، تم اخلاء السكان مرة أخرى.

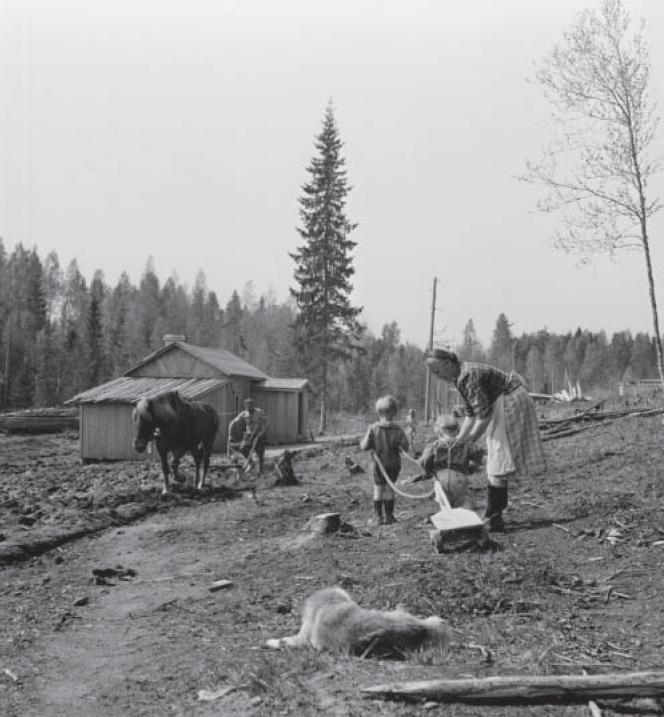
An evacuee family resettled in Southern Finland, toiling on the field.

في معاهدات باريس للسلام سنة 1947 وأخيرا أكد خسارة الفنلندية للإقليم. المجلوين تسوية دائمة في فنلندا. في حكومة فنلندا المدعومة من إعادة التوطين في طريقتين :
- دُعـِم المعاد توطينهم . تم تخصيص أراضي للعائلات بما يتناسب مع ممتلكاتهم السابقة. بالإضافة إلى ذلك، كل شخص تم اجلاؤهم من كاريليا لديها الحق في الحصول على المسكن. بالإضافة إلى ذلك، تم منح سكان المدن وأصحاب الأعمال على تعويض نقدي. شمل الحق في المسكن أيضا جماعات أخرى : قدامى المحاربين والأرامل وأيتام الحرب.
- تم تعويض أصحاب الأراضي المعاد توطينهم مالياً عن خسائرهم العقارية.

تدعو بعض الجمعيات منذ التسعينات إلى عودة كاريليا إلى فنلندا.